# Saison 1987-1988 du SC Abbeville Côte Picarde
Maillots
Chronologie
Saison précédente Saison suivante
La saison 1987-1988 du SC Abbeville Côte Picarde est la huitième saison de ce club de football samarien en deuxième division du championnat de France, après son maintien l'année précédente. C'est aussi la deuxième du club sous statut professionnel.
Patrick Gonfalone entraîne le club lors de cette saison. Il est entraîneur du club depuis mars 1987 et le limogeage de Georges Eo.

## Avant-saison

### Transferts

#### Mercato d'été
| Joueur                 | P. | Club                  | Transfert |
| ---------------------- | -- | --------------------- | --------- |
| Arrivées               |    |                       |           |
| Bernard Aujoulat       | M  | Limoges FC (D2)       | Libre     |
| Jacques Canosi         | D  | RC Strasbourg (D2)    | Libre     |
| Malick Fall            | A  | Amiens SC (D2)        | Libre     |
| Jean-Charles Guttierez | A  | AS Red Star 93 (D2)   | Libre     |
| Hans Henriksen         | D  | EA Guingamp (D2)      | Libre     |
| Didier Heyman          | D  | EA Guingamp (D2)      | Libre     |
| Pascal Janin           | G  | US Orléans (D2)       | Libre     |
| Philippe Levève        | A  | Stade quimpérois (D2) | Libre     |
| Colbert Marlot         | A  | Limoges FC (D2)       | Libre     |
| Hubert Martin          | A  | CO Saint-Dizier (D2)  | Libre     |
| Fabrice Winieski       | D  | Amiens SC (D2)        | Libre     |

| Joueur             | P.         | Club                       | Transfert      |
| ------------------ | ---------- | -------------------------- | -------------- |
| Départs            |            |                            |                |
| Patrick Aldaya     | A          | SO Cholet (D3)             | Fin de contrat |
| Ludovic Ali Kparah | M          | CF Dijon (D2)              | Fin de contrat |
| Alain Bouflet      | A          | AS Beauvais Oise (D2)      | Fin de contrat |
| Franck Brogniart   | D          | US Malakoff (D3)           | Fin de contrat |
| Régis Dzieciol     | D          | Olympique Charleville (D3) | Fin de contrat |
| Patrick Gonfalone  | A          | SC Abbeville (D2), entr.   | Retraite       |
| Jacques Hénot      | Entr. adj. | District de la Somme       | Fin de contrat |
| Daniel Kutermak    | M          | FC Gueugnon (D2)           | Fin de contrat |
| Christophe Marcq   | A          | Stade compiégnois (D3)     | Fin de contrat |
| Gilles Mouchon     | D          |                            | Retraite       |
| Dominique Polo     | D          | CF Dijon (D2)              | Fin de contrat |
| Laurent Roger      | D          | US Saint-Omer (D3)         | Fin de contrat |
| Laurent Sauval     | D          | US Saint-Omer (D3)         | Fin de contrat |

## Matchs officiels de la saison
Le tableau ci-dessous retrace dans l'ordre chronologique les 39 rencontres officielles jouées par le SC Abbeville durant la saison. Le club abbevillois a participé aux 34 journées du championnat ainsi qu'à cinq matchs de Coupe de France.
À la fin la saison, Abbeville a remporté 14 matchs, en a perdu 15 et a fait 10 matchs nuls.

## Affluences
Affluence du SC Abbeville à domicile

## Équipe réserve
L'équipe réserve du SC Abbeville sert de tremplin vers le groupe professionnel pour les jeunes du centre de formation mais permet également à certains joueurs non alignés avec l'équipe professionnelle d'avoir du temps de jeu. L'équipe réserve est également utilisée fréquemment par des professionnels en phase de reprise à la suite d'une blessure. Pour cette saison, l'équipe B d'Abbeville évolue en Division Honneur de la Ligue de Picardie.